# Міна Лой
Міна Лой (при народженні Міна Гертруда Леві ; 27 грудня 1882 — 25 вересня 1966 року) — британська художниця, письменниця та феміністка.

## Біографія
Народилася в Хемпстеді, Лондон, в родині угорського єврейського кравця Зиґмунда Фелікса Лой і християнки, англійки Джулії Браян. Її мати одружилася з батьком під тиском ганьби, оскільки була на сьомому місяці вагітності.
Формальну мистецьку освіту Лой почала наприкінці 1897 року в школі Сент-Джонс Вуд, де залишалася близько двох років. Її батько наполягав, щоб вона пішла до художньої школи, в надії, що це зробить її придатною для шлюбу.

## Освіта
У 1900 році Лой відвідувала Школу Товариства художниць, пов’язану зі школою образотворчого мистецтва Мюнхенського університету, саме там вона навчилася малювати.
Приблизно у 18 років Лой переконала батьків дозволити їй продовжити навчання в Парижі. Там познайомилася з англійським художником Стівеном Гавейсом. Через кілька місяців вона виявила, що вагітна, це налякало її. 21-річна Лой, остерігаючись відмови з боку сім’ї та позбавлення спадщини, попросила схвалення батьків на шлюб з Гавейсом, яке отримала.

## Париж, 1903–1906
Лой одружилася з Гавейсом у 14-му окрузі Парижа, 13 грудня 1903 року – коли вона була на четвертому місяці вагітності. Спочатку вони погодилися, що це буде шлюб за розрахунком, але чоловік швидко став власницьким і вимогливим.
Починаючи з 1903 і до 1904 років, після зустрічі з англійцем Генрі Коулзом, Гавейс почав продавати художню фотографію під впливом стилю модерн. Найбільш помітним замовленням цього часу було фотографування останніх робіт Огюста Родена, яке виникло після зустрічі Гавейса з Роденом. У той час Лой була улюбленою моделлю для знімків чоловіка.
Першу дитину Оду народила 27 травня 1903 року. Через два дні після свого першого дня народження донька померла від менінгіту, Лой залишилася розбитою через втрату. Приблизно через день після смерті Оди Лой написала темперою (нині втрачену) картину «Дерев'яна мати», на якій зобразила двох матерів з дітьми, одна з яких була «нерозумною матір'ю, яка тримає свою дитину, і стоячи на колінах, проклинає їх обох великими, піднятими кулаками, і свою власну дитину, що лежить мертва з маленькими руками й ногами».
У 1905 році Лой вирішила увійти до Осіннього салону під ім’ям «Міна Лой» (відкинувши «w» у Лоуї). Тієї осені вона виставила шість акварелей, а наступної весни — дві акварелі на Салоні витонченого мистецтва 1906 року.
Після позитивного прийому Лой її роботи можна було виставляти без проходження відбіркової комісії. Це був «вотум довіри», який «був винятковою ознакою визнання для невідомої двадцятитрирічної англійки».
До 1906 року Лой з чоловіком домовилися жити окремо. Протягом цього періоду відпочинку Лой лікувалась від неврастенії, яка загострилася після смерті Оди та життя з Гавейсом, і пара розпочала роман, який закінчився тим, що вона завагітніла. Це прискорило їхній переїзд до Флоренції, де було менше людей, які їх знали.

## Флоренція, 1906–1916
Спочатку Лой і Гавейс переїхали  в Арчетрі, опинившись у спільноті емігрантів. Навесні 1907 року знайшли студію на Коста Сан Джорджіо в Ольтрарно. 20 липня 1907 року Лой народила доньку Джоеллу Сінару. Джоелла пізно навчилася ходити, що пізніше було діагностовано як різновид дитячого паралічу, через який її м’язи атрофувалися. Лой звернулась за медичною та духовною підтримкою. Близько 1909 року за фінансової підтримки батька вона і Гавейс переїхали в триповерховий будинок на узбережжі Коста-Сан-Джорджо. Діти були малими, Лой проводила з ними дедалі менше часу, часто відвідувала світські заходи. Протягом десяти років перебування у Флоренції і Лой, і Гавейс завели коханців і почали окреме життя. У 1913 і 1914 роках Лой знаходила час, щоб помітити і взяти участь у новому італійському футуристичному русі, очолюваному Філіппо Марінетті, з яким мала короткий роман. У 1914 році, живучи в емігрантській громаді у Флоренції, Італія, Лой написала свій Феміністський маніфест. Коли вона дізналася, що вагітна, то поїхала на лікарняному кораблі до Буенос-Айреса, «де мала намір чекати Кравана, але Краван так і не з’явився, і його більше ніхто не бачив». У розділі своїх майже не опублікованих мемуарів під назвою «Колос» Лой пише про свої стосунки з Краваном, який був представлений їй як «боєць нагород, який пише вірші».

## Повернення в Європу і Нью-Йорк

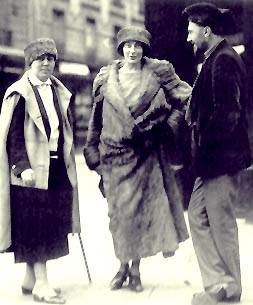
Лой (у центрі) з Джейн Хіп та Езрою Паундом у Парижі, бл. 1923 рік

Після смерті / зникнення Кравана Лой повернулася до Англії, де народила доньку Фаб'єн. Лой повернеться до Флоренції та інших її дітей. Однак у 1916 році вона переїхала до Нью-Йорка, прибувши 15 жовтня на кораблі, який відплив із порту Неаполя. Перебуваючи в Нью-Йорку, вона працювала в студії абажурів, а також грала в театрі. Тут вона повернулася до свого старого життя в Гринвіч-Віллідж, займаючись театром або спілкуючись зі своїми колегами-письменниками. 

## Видавництво

Розгляньте малюнок Міни Лой «Проживання вашої бабусі» 1916 року

Поезія Лой була опублікована в кількох журналах, перш ніж вийти у вигляді книги. За життя Лой опублікувала два томи поезії: «Місячний Бедекер» (1923) і «Місячний Бедекер і розклади» (1958). The Lunar Baedeker включив її найвідоміший твір «Love Songs» у скороченій версії. Посмертно було випущено два оновлені томи її поезії. У виданні 1997 року безпідставно пропущено «Англо-монгрелів і троянду». Її єдиний роман, Insel, був опублікований посмертно в 1991 році. Йдеться про стосунки між німецькою художницею Інсел і арт-дилером.

## Діти
Лой народила четверо дітей. Від Гавейса: Ода Джанет Гавейс (1903–1904), Джоелла Сінара Гавейс, Леві Баєр (1907–2004) і Джон Джайлз, Стівен Масгроув Гавейс (1909–1923). Ода і Джон померли передчасно — Ода у віці одного року, а Джон Джайлз — чотирнадцяти.
Після втрати двох дітей Лой переживала проблеми з психічним здоров’ям. Дочці Лой Джоеллі доводилося доглядати за нею та не дати їй нашкодити собі.
Вона продовжувала працювати до самої смерті 25 вересня 1966 року від пневмонії в Аспені, Колорадо. Міна Лой похована на кладовищі Аспен-Гроув.

## Спадщина
Нещодавно Каміла Евія переклала та підготувала видання, яке включає Феміністський маніфест і вірші Міни Лой, завдяки чому її спадщина стала відомою в усій Латинській Америці.

### Книги поезії
- Lunar Baedeker (Париж: Contact Publishing Co., 1923)
- Lunar Baedeker and Time-Tables (Highlands, NC: Jonathan Williams Publisher [жаргон 23], 1958)
- The Last Lunar Baedeker, Роджер Коновер ред. (Highlands: Jargon Society [Жаргон 53], 1982)
- The Lost Lunar Baedeker, Роджер Коновер ред. (Карканет: Манчестер, 1997)

### Опублікована проза
- Інсель, Елізабет Арнольд вид. (Black Sparrow Press, 1991)
- Оповідання та есе, ред. Сари Кренгл. (Архів преси Dalkey [Серія британської літератури], 2011)

### Виставки
- Salon d'Automne (Париж, 1905) – шість акварелей
- Salon des Beaux Arts (Париж, 1906) – дві акварелі
- Перша вільна футуристична міжнародна виставка (Рим, 1914 р.)
- Нью-Йоркське товариство незалежних художників (інавгураційна виставка, 1917)